# Hirschberg, Thüringen
Hirschberg, Thüringen är en stad i Saale-Orla-Kreis i förbundslandet Thüringen i Tyskland.

## Bilder
|  |
|  |